# Jiang Fabin
Jiang Fabin (ur. 13 listopada 1968) – chiński judoka.
Uczestnik mistrzostw świata w 1989 i 1991. Srebrny medalista igrzysk azjatyckich w 1990. Trzeci na igrzyskach Azji Wschodniej w 1993 roku.